# Longueur d'ondes (album)
Pour les articles homonymes, voir Longueur d'ondes.
Albums de Natasha St-Pier
L'Instant d'après
(2003) Natasha St-Pier
(2008)
Longueur d'ondes est le cinquième album studio de la chanteuse canadienne Natasha St-Pier. Il sort en janvier 2006 en France, en Suisse, en Belgique francophone et dans plusieurs autres pays d'Europe. Il eut un succès assez retentissant dans les trois pays cités et notamment en France où il atteignit la 1re place du hit-parade.

## Pistes
| No  | Titre                                             | Paroles                   | Musique                  | Durée |
| --- | ------------------------------------------------- | ------------------------- | ------------------------ | ----- |
| 1.  | Un ange frappe à ma porte[Single]                 | Asdorve                   | Asdorve                  | 4:08  |
| 2.  | Longueur d'ondes                                  | Lionel Florence           | Pascal Obispo            | 3:54  |
| 3.  | Ce silence[Single] (en duo avec Frédéric Chateau) | Asdorve - Natasha St-Pier | Asdorve                  | 3:52  |
| 4.  | J'oublie[Single]                                  | Cyril Capelle             | Christophe Deschamps     | 3:32  |
| 5.  | Tiens moi à la vie                                | Élodie Hesme              | Asdorve                  | 3:35  |
| 6.  | Je peux tout quitter                              | Marie-Jo Zarb             | Asdorve                  | 3:33  |
| 7.  | À l'amour comme à la guerre                       | Élodie Hesme              | Asdorve                  | 5:22  |
| 8.  | Tant que j'existerai[Single]                      | Frédéric Doll             | Calogero - David Gategno | 2:58  |
| 9.  | Comme dans un train                               | Lionel Florence           | Asdorve                  | 3:48  |
| 10. | Je traverserai                                    | Alana Filippi             | Asdorve                  | 3:54  |
| 11. | Je fais comme si                                  | Élodie Hesme              | David Gategno            | 3:45  |
| 12. | De nous                                           | Lionel Florence           | Pascal Obispo            | 3:50  |

Single.  Titres sortis en single

## Informations sur les chansons
- Un ange frappe à ma porte est un hymne à la vie, des propres mots de Frédéric Chateau, le parolier. Les voix d'enfants qu'on entend au début et à la fin de la chanson sont des prises de son réalisées par Frédéric Château lui-même un jour où il entend des enfants jouer près de l'église au bas de son immeuble[2].
- Ce silence est la première chanson écrite au cours de sa carrière par Natasha elle-même. Cette chanson est le résultat de la rencontre de la chanteuse avec une jeune enfant sourde dans un hôpital. Touchée par cette enfant, Natasha écrira cette chanson en son honneur[3].
- À l'amour comme à la guerre est un texte écrit par Élodie Hesme, une proche amie de Natasha à la suite d'une rupture douloureuse que la chanteuse a vécue quelque temps auparavant.
- Tant que j'existerai est la bande originale du film Franklin et le Trésor du lac, sorti le 20 décembre 2006 pour lequel Natasha a interprété d'autres chansons écrites spécialement pour le film[4].  A noter que la chanson a bénéficié d'un nouvel arrangement (appelé Radio Edit) pour sa sortie single, elle est différente de la version présente sur l'album.

## Crédits
Musiciens
- Les Archets de Paris - orchestre (pistes #1 à #3, #10, #12)
- Michel Aymé - guitares électriques (piste #5), guitares (piste #7)
- Frédéric Château - basse (pistes #1, #3), claviers (pistes #1 à #5, #7), guitares électriques (pistes #1 à #4, #6, #8 à #11), piano (pistes #1, #3, #6), programmation (pistes #1 à #4, #10), voix effet (pistes #1, #2), chœurs (pistes #1, #5, #9, #10), voix parlée (piste #3), tambourin (pistes #3, #4, #8), guitares acoustiques (pistes #6, #8, #10)
- Rebecca Château - voix japonaise (piste #1)
- Christophe Deschamps - batterie (pistes #2, #4 à #6, #9 à #11)
- Keuj - batterie (pistes #1, #3)
- Alain Lanty - piano (pistes #2, #9, #10, #12)
- Pascal Obispo - guitares électriques (pistes #2, #9 à #11) piano (pistes #2, #11), chœurs (pistes #2, #3, #9 à #11), guitares acoustiques (piste #10)
- Fred St-Pier - piano (piste #6) , basse (piste #11)
- Natasha St-Pier - chœurs (piste #5)
- Olivier Schultheis - cordes (piste #1), arrangements de cordes (pistes #2, #3, #10), direction d'orchestre (pistes #2, #3, #10)
- Matthew Vaughan - programmation (pistes #2 à #5, #8), claviers (pistes #7, #12)
- Laurent Vernerey - basse (pistes #2, #4 à #11)
- Volodia - chœurs (piste #10)

Staff d'enregistrement et de production
- Frédéric Château - réalisation artistique
- Yves Delaunay - mastering
- Élodie Granell - production exécutive
- Vincent Lepée - assistant enregistrement, assistant mixage
- Pascal Obispo - réalisation artistique
- Olivier P. Kahn - management
- Volodia - réalisation artistique, enregistrement, mixage

Conception artistique
- Johanna Fath - stylisme
- Bruno Juminer - photographie
- Momo&C° - design

### Lieux
Les principaux lieux de conception de l'album sont les suivants:
- Le Studio O sur la commune de Suresnes (Hauts-de-Seine) où l'album est enregistré et mixé dans son intégralité sous la direction de Volodia assisté de Vincent Lépée.
- Les Studios Dyam sur la commune de Paris où les morceaux sont masterisés par Yves Delaunay.

## Classements et certifications
| Pays                          | Classement      | Temps au hit-parade | Certification | Ventes certifiées | Ventes réelles |
| ----------------------------- | --------------- | ------------------- | ------------- | ----------------- | -------------- |
| Belgique (Fr)                 | 2e (6 semaines) | 49 semaines         | Or            |                   |                |
| France (physique),            | 1e              | 54 semaines         | Platine       | 200 000           | 190 000        |
| France (téléchargement légal) | 1e              |                     |               |                   | 3 000          |
| Pologne                       | 29e             | 3 semaines          |               |                   |                |
| Suisse                        | 11e             | 11 semaines         |               |                   |                |

## Rééditions
- L'album ressortira l'année suivante le 28 septembre 2007 dans un coffret couplé avec l'album précédent intitulé L'instant d'après en France[14], en Belgique[15] et en Suisse[16]. Le même coffret ressortira finalement un an après le 26 septembre 2008 avec un nouveau packaging[14],[15],[16].